# Standifer Bluff
Das Standifer Bluff ist ein Kliff auf Dustin Island vor der Eights-Küste des westantarktischen Ellsworthlands. Als Teil der Smith Bluffs ragt es 16 km westsüdwestlich des nördlichen Ausläufers der Insel an deren nordwestlicher Küste auf.
Entdeckt wurde es im Februar 1960 bei Hubschrauberflügen von der Burton Island und der Glacier bei der Expedition der United States Navy in die Bellingshausen-See. Das Advisory Committee on Antarctic Names benannte es 1968 nach Jasper Newton Standifer (1928–1983) vom United States Geological Survey, Spezialist für die Auswertung von Luftaufnahmen in Antarktika von 1967 bis 1968.